# 賽普勒斯聯合國緩衝區

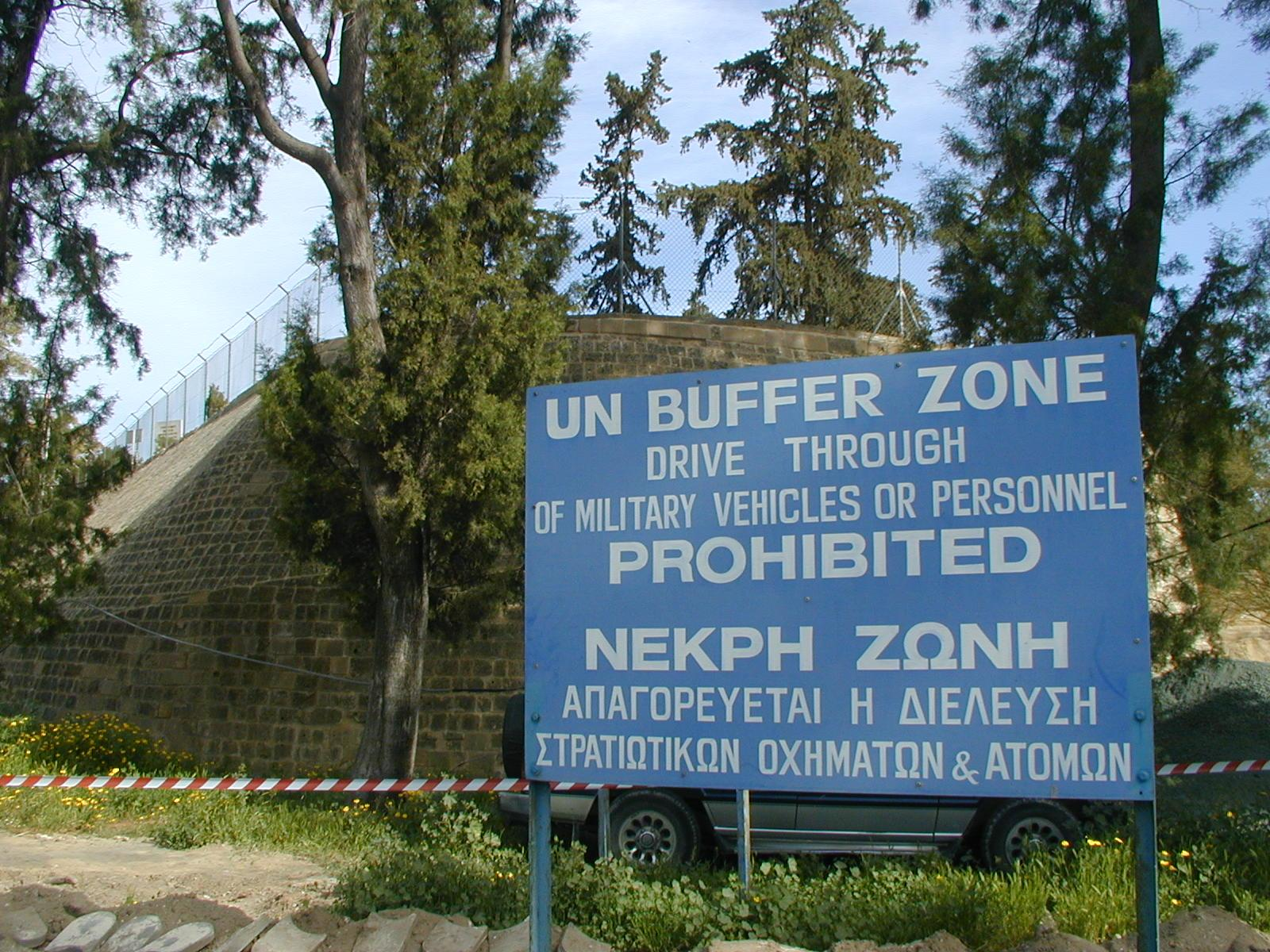
尼古西亞的缓冲区

塞浦路斯聯合國緩衝區（英语：United Nations Buffer Zone in Cyprus, UNBZC），又通称為绿线（Green Line），是一條西北—東南方向貫穿賽普勒斯中部的緩衝隔離線，全長約187英里（301公里），將控制島嶼南部的賽普勒斯共和國與控制島嶼北部的北賽普勒斯土耳其共和國隔開。
這條緩衝區大致是依循1974年土耳其出兵進佔賽普勒斯島時，在其所佔領的區域外圍所劃的「綠線」（停火線）而設。綠線以北的土地面積佔塞島37%，目前是由土耳其所支持與承認的北賽普勒斯土耳其共和國控制中。綠線除了貫穿賽普勒斯之外，也同時穿越了塞浦路斯的首都尼古西亞，將該城一分為二，無論是原本的賽普勒斯共和國政府或是後成立的北賽普勒斯土耳其共和國政府，都將尼古西亞定為他們的首都。
原本的南北塞隔離線裝置有包括水泥牆、有刺鐵絲網、暸望塔、反坦克溝渠與地雷區之類的阻隔設施，戒備非常森嚴。目前這條隔離線是由聯合國維和部隊負責巡邏管理。
從2003年4月起，北賽普勒斯政府在長達30年的封鎖之後，首次開放了這條隔離線的邊界，允許隔離區南北兩側的人民互相到對面拜訪旅遊。